# Lars Iver Strand
Lars Iver Strand (født 7. maj 1983 i Lakselv, Norge) er en norsk tidligere fodboldspiller (offensiv midtbane). Han spillede fire venskabskampe for Norges landshold i perioden 2005-2007.
Strand tilbragte hele sin karriere i hjemlandet, hvor han var tilknyttet Tromsø, Vålerenga, Strømsgodset og Sandefjord. Han vandt den norske pokalturnering med Vålerenga i 2008.

## Titler
Norsk pokal
- 2008 med Vålerenga